# Anastassija Winnikawa

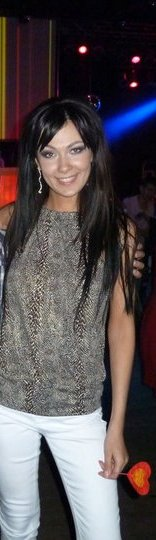
Anastassija Winnikawa (2012)

Anastassija Winnikawa (belarussisch Анастасія Віннікава; * 15. April 1991 in Dsjarschynsk) ist eine belarussische Sängerin. Sie vertrat ihr Heimatland mit dem Lied I Love Belarus beim Eurovision Song Contest 2011 in Düsseldorf.

## Biografie
Winnikawa besuchte zunächst die öffentliche Schule, dann eine Musikschule in ihrer Heimatstadt Dsjarschynsk, die sich in unmittelbarer Nähe der Hauptstadt Minsk befindet. Dort studiert sie an der Staatlichen Linguistischen Universität. Durch Teilnahmen an Castings fiel sie dem „Volkskünstler von Belarus“, Wassil Raintschyk, auf, der ihr bei dem Start ihrer Musikkarriere half. So sang sie beispielsweise bei der Eröffnung des Sportkomplexes Minsk-Arena. Ende 2010 nahm sie mit dem von Jauhen Alejnik und Wiktar Rudenka verfassten Titel Born in Byelorussia an der Fernsehsendung Musykalny Sud teil, konnte sich allerdings nicht für das Finale qualifizieren. 2011 sendeten die Komponisten das Lied beim Rundfunksender BTRC ein, der als nationales Mitglied der Europäischen Rundfunkunion für die Auswahl der Beiträge zum Eurovision Song Contest verantwortlich ist. Am 28. Februar wurde das Lied schließlich ausgewählt.
Allerdings wurde der Liedtext von Born in Byelorussia wegen seiner Verweise auf die Sowjetzeit kritisiert, sodass beschlossen wurde, den Text umzuschreiben. Alejnik und die bekannte Sängerin Swjatlana Heraskowa steuerten dabei ihre Namen zu „I Am Belarusian“ bei, dessen Arrangement im Vergleich zur vorliegenden, diskohaften Musykalny-Sud-Version auch noch in Richtung Pop-Rock geändert werden soll. Mit dem Lied wollte die Sängerin am zweiten Halbfinale des internationalen Finalwettbewerbes teilnehmen.
Am 4. März wurde allerdings berichtet, dass sie Born in Byelorussia bereits im Mai 2010 öffentlich aufgeführt hatte. Dies stellt einen Bruch der Eurovisionsregeln dar, die besagen, dass Lieder nicht vor dem 1. September aufgeführt worden sein dürfen. Als Beweis wird ein Video des Auftrittes beim Konzert „Goldener Globus der Übersetzungsfakultät“ an der Staatlichen Linguistischen Universität, die sie besucht. Komponist Jauhen Alejnik wies die Vorwürfe zurück, da der Text zu I Am Belarusian erst seit zwei Tagen existiere und außerdem noch eine Änderung der Musik folgen würde. Der Titel wurde dennoch disqualifiziert.
Es wurde ein neues Lied gewählt. Mit I love Belarus trat Anastassija in Düsseldorf an. Der Titel belegte im zweiten Halbfinale den 14. Platz und schied somit aus, da nur die ersten zehn Plätze ins Finale einzogen.

## Diskografie
- 2010: Born in Byelorussia (I am Belarussian)
- 2011: I Love Belarus (Moya Belarus)
- 2011: For the Gold
- 2011: Your Love Is
- 2011: Shining in Twilight
- 2011: I Feel You
- 2012: One Life
- 2012: Мама
- 2012: Crazy
- 2012: календарь (Calendar)